# Дім Москви (Севастополь)
Дім Москви — триповерховий будино в Україні, в Севастополі, на площі Нахімова, 1, побудований за проектом архітектора Адольфа Шеффера. Проектування і будівництво будинку здійснено відповідно до розпорядження Уряду Москви від 26 грудня 2002 року № 2047-РП, фінансування здійснювалося за рахунок коштів Уряду Москви. Замовником з проектування та будівництва будинку виступив Відділ капітального будівництва Чорноморського флоту, а Генеральним підрядником — Будівельне Управління ЧФ. Загальна площа — 1 950 м², зданий в експлуатацію в 2006 році.
Будівля стала прибудовою до будівлі, в якій на початку ХХ століття розміщувавася приватний готель «Кіста».

## Опис
В будівлі розміщується «Московський культурно-діловий центр „Дім Москви“ в Севастополі», створений розпорядженням Уряду Москви № 122-РП від 29 січня 2007 року. Його засновником є Державне унітарне підприємство «Московський центр міжнародної співпраці».
Центр відкритий 21 лютого 2007 року, на відкритті був присутній мер Москви Юрій Лужков, а також головнокомандувач ВМФ РФ адмірал Володимир Масорін, голова московської міської думи Володимир Платонов, голова Севастопольської міськадміністрації Сергій Куніцин, голова Севастопольської міської ради Валерій Саратов та інші офіційні особи.
Статутом Товариства визначено основну мету і напрямок його діяльності:
- участь у реалізації програм міжнародної взаємодії в галузі розвитку культурних, ділових, гуманітарних та інформаційних зв'язків;
- здійснення популяризації досягнень Російської Федерації і Москви в різних областях суспільного, культурного та економічного життя;
- здійснення ознайомлення росіян з Україною і досягненнями української культури;
- надання сприяння розвитку туристичного обміну між Російською Федерацією і Україною;
- організація відпочинку росіян;
- створення інформаційно-довідкових фондів з питань культурного, економічного розвитку обох країн;
- проведення конференцій, симпозіумів, семінарів, консультацій з проблем міжнародного гуманітарного, культурного та ділового співробітництва.